# 中性子断層撮影法
中性子断層撮影法（ちゅうせいしだんそうさつえいほう NCT）は、非破壊検査の一種で、中性子線を検査対象に照射して内部を透過させて3次元構造を生成する撮影法。

## 概要
X線を使用するX線CTと似ているが、X線では金属のような物体の核外電子による吸収・散乱であるため、原子番号に依存した単調な変化を示すが、中性子線では元素の核との相互作用であるため、核特有の透過像を示す。そのためX線やγ線による断層撮影を補完する。高速中性子の方が透過力が優れる。
物質の透過時の特性がX線とは逆で中性子線では、水素、ホウ素、リチウムのような軽元素の減弱係数が鉄、銅、鉛のような重金属の減弱係数と比較して大きく、カドミウム、ガドリニウム、サマリウムのような特定の元素・原子核に大きな減弱係数を示すため、中性子イメージングは重金属容器内部の水や有機物など含水素物質の検出・画像化に有効性でX線では探るのが困難な物質の情報を得ることができる。
投影画像の取得方法と操作方法はX線CTの分野で開発、改良された単一ビーム方式、微小角ファンビーム方式、通常角ファンビーム方式など多種類の方式がある。NCTにおいては通常は単一ビームまたは微小角ファンビームが用いられる。X線CTとは異なり、中性子源は固定せざるを得ないので検出器の方を固定して被写体を並進、及び回転移動するTR(translaterotate)法や十分広いビーム中に被写体全体を入れて被写体が回転するSR(simplerotation)法が用いられる。従来は熱中性子線が使用されていたが、近年では冷中性子線も使用される。
近年では小型化された中性子源も開発されつつあり、X線CT同様に線源と検出器を回転する手法も実現しつつある。
CTは指数関数的減衰量からその線減衰係数の空間分布を取得しようとする方式なので、仮に投影画像が純粋な指数関数的減衰像でないのであれば取得されたCT像は物理的には意味の曖昧なものになりかねず、X線CTの場合と同様にNCTの場合も最も影響を与え得る散乱線成分の除去はCTの物理的表現能力に決定的な役割を果たすと同時に物理的定量性のあるCT像を得る上で重要な役割を果たす。

## 課題
非破壊検査の手法として従来のX線CTによる検査にはない数々の特徴を有するが、構造上設備が大掛かりにならざるを得ず、これが普及を阻む一因となっている。

## 用途
- 非破壊検査
- セキュリティ関連